# Brian Flowers
Brian Hilton Flowers, baron Flowers (13 septembre 1924 - 25 juin 2010) est un physicien, académicien et fonctionnaire britannique.

## Jeunesse et études
Fils d'Harold Joseph Flowers et Marian Flowers, Brian Hilton Flowers est né à Blackburn, Lancashire. Il fait ses études à Swansea à Bishop Gore School, où un professeur, M. Foukes, encourage son intérêt pour la physique. Il étudie ensuite au Gonville and Caius College de Cambridge, où il obtient une maîtrise ès arts, puis à l'Université de Birmingham, où il obtient un doctorat en sciences.

## Carrière
Flowers travaille sur le projet anglo-canadien Tube Alloys sur l'énergie atomique de 1944 à 1946, il fait des recherches en physique nucléaire et en énergie atomique à l'Établissement de recherche atomique d'Harwell (AERE) de 1946 à 1950 et est membre du département de physique mathématique de l'Université de Birmingham de 1950 à 1952.
En 1952, il devient chef de la division de physique théorique à l'AERE, poste qu'il occupe jusqu'en 1958. À l'Université Victoria de Manchester, Flowers est professeur de physique théorique de 1958 à 1961, professeur Langworthy de physique de 1961 à 1972 ainsi que président du Conseil de la recherche scientifique de 1967 à 1973. À l'Université de Londres, il est recteur de l'Imperial College de Londres de 1973 à 1985 et enfin vice-chancelier de l'université de 1985 à 1990. Entre 1994 et 2001, il est chancelier de l'Université Victoria de Manchester.
Flowers est président du Computer Board for Universities and Research Council de 1966 à 1970, membre de l'Autorité britannique de l'énergie atomique de 1971 à 1981 et président de l'Institut de physique de 1972 à 1974. Il est également président de la Commission royale sur la pollution de l'environnement de 1973 à 1976, président de la Fondation européenne de la science de 1974 à 1980 et président de la National Society for Clean Air de 1977 à 1979. Entre 1978 et 1981, Flowers est président de la Commission sur l'énergie et l'environnement, entre 1979 et 1980, du groupe de travail de l'Université de Londres sur l'avenir des ressources d'enseignement médical et dentaire et entre 1983 et 1985, du Comité des vice-chanceliers et Principaux.
Il est également membre du conseil de l'Academia Europaea de 1988 à 1991, gouverneur de l'Université du Middlesex de 1992 à 2001 et président de la commission d'enquête sur l'année académique en 1992 et 1993. Pour la Royal Postgraduate Medical School, il est membre du conseil et vice-président de 1990 à 1997. Entre 1991 et 1995, Flowers est membre du conseil d'administration de la London School of Hygiene and Tropical Medicine, et entre 1994 et 1995, son président.
Pour la Fondation Nuffield, il est administrateur délégué de 1982 à 1998 et président de 1987 à 1998. Au cours de sa présidence de la Nuffield Foundation, il joue un rôle important dans la création par la Fondation du Nuffield Council on Bioethics en 1991.
En 1998, il est vice-président de l'Office parlementaire de la science et de la technologie (POST). Il est également membre fondateur de la Société savante du Pays de Galles.
En 1961, il est élu membre de la Royal Society, en 1968, il reçoit la Médaille et prix Ernest Rutherford de l'Institut de physique. Il est chevalier en 1969 et pair à vie, en 1979, avec le titre baron Flowers, de Queen's Gate dans la ville de Westminster le 20 février 1979. En 1981, il devient officier de la Légion d'honneur française. En 1987, il est récompensé de la médaille Glazebrook par l'Institute of Physics.